# Johann Gerhard König
Johann Gerhard König (ur. 29 listopada 1728 w Lemenen, zm. 26 czerwca 1785 w Jagrenatporum) – niemiecki botanik i mykolog.

## Życiorys i praca naukowa
Rozpoczął pracę zawodową jako praktykant farmaceutyczny w Rydze. W 1748 r. udał się do Danii i Szwecji. W latach 1757–1759 studiował nauki przyrodnicze na Uniwersytecie w Uppsali. Następnie zamieszkał w Kopenhadze i pracował we Frederikshospital. W tym czasie zbierał rośliny dla „Flora Danica”. W 1764 przebywał na Bornholmie, a w latach 1765–1766 na Islandii. Później studiował medycynę w Kopenhadze. Jako lekarz misyjny wyjechał do Tranfcebar w Indiach i tu także zbierał rośliny. W latach 1779–1781 podróżował po Indiach, Syjamie, odwiedził także Cejlon. Jako członek „Videnskabernes Selskab” prowadził obszerną korespondencję dotyczącą zagadnień botanicznych.
König wniósł szczególny wkład w badania flory indyjskiej. Jego zbiory roślinne trafiły do Kopenhagi, Lund i Uppsali, a prace naukowe do Muzeum Brytyjskiego w Londynie. König pisał traktaty naukowe, zwłaszcza z zakresu botaniki. Ze swoich podróży po krajach azjatyckich opublikował dziennik podróży, którego fragmenty ukazały się drukiem dopiero w 1894 r. Jest to jedna z niewielu relacji z pierwszej ręki od cudzoziemców na temat Syjamu. J. G. König donosi w niej między innymi o zniszczeniach i grabieżach w Ayutthaya. Potwierdził w ten sposób współczesne doniesienia misjonarzy, którzy byli świadkami zdobycia Ayutthayi.
W 1772 został wybrany członkiem Leopoldyny. W 1784 został przyjęty na członka korespondenta Rosyjskiej Akademii Nauk w Sankt Petersburgu. Był także członkiem Towarzystwa Przyjaciół Przyrodników w Berlinie.
W naukowych nazwach utworzonych przez niego taksonów dodawany jest skrót jego nazwiska J. König. Karol Linneusz nazwał jego imieniem islandzką roślinę Koenigia.